# Miccolamia inspinosa
Miccolamia inspinosa är en skalbaggsart som beskrevs av Masatoshi Takakuwa och N. Ohbayashi 1995. Miccolamia inspinosa ingår i släktet Miccolamia och familjen långhorningar. Inga underarter finns listade i Catalogue of Life.